# Gymnasium Elmschenhagen
Das Gymnasium Elmschenhagen ist ein Gymnasium im Kieler Stadtteil Elmschenhagen.

## Geschichte
Die erste Elmschenhagener Gymnasialklasse wurde 1973 eingerichtet und gehörte formell zum Hans-Geiger-Gymnasium. 1975 wurde die Schule selbständig, 1977 wurde das neu erbaute Gymnasium bezogen. Mit der Lilli-Martius-Schule (bis 2010 Theodor-Möller-Schule Grundschule und Freiherr-vom-Stein Real- und Hauptschule)  (Grund- und Gemeinschaftsschule) bildet sie das Schulzentrum Elmschenhagen. Schuldirektor war anfangs Dr. Ewertsen. Von 1985 bis zu den Sommerferien 2009 war Margit Fuhrmann Schulleiterin, seitdem leitet Ulrich Tobinski diese Schule.
Am 18. September 2015 feierten die Schüler und Lehrer mit einem Fest, welches von der Schülervertretung auf dem Schulhof organisiert wurde, dass 40. Jubiläum der Unabhängigkeit.
Die Gartenanlegung, die durch die Lehrkräfte im Jahr 1988 umgesetzt wurde, veränderte das äußere Erscheinungsbild bis heute.
Kurz darauf erfolgte eine erste digitale Transformation und die  Computerräume wurden mit moderneren PCs ausgestattet. 
2009 wurde ein Zaun um das Schulgelände gezogen, um Vandalismus vorzubeugen.
2014 wurde der Schulhof einer Neugestaltung unterzogen, die die Integration von Zeichentrickfiguren, ansprechenden Sitzgelegenheiten sowie einer Rutsche mit Spielmöglichkeiten beinhaltete. Zeichentrickfiguren, wie zum Beispiel Spongebob, Maggie aus „Die Simpsons“, Scooby Doo aus der gleichnamigen Serie oder auch Schlumpfine aus Schlumpfhausen, wurden jedoch nach einiger Zeit durch Vandalismus zerstört.
Im Sommer des Jahres 2017 erfuhr das Elmschenhagener Gymnasium eine umfassende Sanierung, die seine bauliche Substanz stärkte und ihm ein zeitgemäßes Erscheinungsbild verlieh. Diese Sanierung brachte eine bedeutende Veränderung in der Gestaltung der Räumlichkeiten mit sich. Der ursprüngliche Teppichboden wich einem modernen bordeauxvioletten Linoleumboden, der nicht nur eine ästhetische Aufwertung darstellte, sondern auch die Funktionalität und Pflegeleichtigkeit der Räume verbesserte.
Insbesondere die Aula erhielt eine Neugestaltung mit neuen Stühlen und modernen Ausstattungen. Die naturwissenschaftlichen Fachräume profitierten dabei von modernen Whiteboards, die den Unterricht in diesen Fächern effizienter und praxisnäher gestalteten.
Die Jahre 2022 und 2023 wurde im Zuge einer modernen Neuausrichtung die gesamte Schule mit digitalen Tafeln ausgestattet.

## Angebot
In der Oberstufe bietet das Gymnasium die Wahl zwischen verschiedenen Profilen an, darunter auch ein sportliches. In jedem Profil muss zusätzlich ein Profilfach gewählt werden, auf welchem später der Schwerpunkt liegt. Erst nach der Wahl wird entschieden, welche Profile endgültig verfügbar sein werden und welche Schüler sie besuchen dürfen. Die Kernfächer Mathematik, Deutsch und Englisch besetzen in jedem Profil dieselbe Stundenanzahl. Zusätzlich besteht in jedem Profil die Möglichkeit, zwischen Musik, Kunst oder darstellendem Spiel zu wählen. Das gewählte Fach wird dann in entsprechenden Gruppen weitergeführt. Weitere Fächer, darunter aktuell hauptsächlich Informatik können ebenfalls gewählt werden. Zudem besteht die Möglichkeit, die dritte Fremdsprache auch in der Qualifikationsphase fortzuführen und so zum Beispiel ein großes Latinum zu erlernen.
Neben Latein wird am Gymnasium Elmschenhagen auch Spanisch als zweite Fremdsprache angeboten. Außerdem kann wahlweise eine dritte Fremdsprache (Latein, Französisch, Spanisch) erlernt werden. Im Rahmen von Arbeitsgemeinschaften werden zudem noch die Sprachen Türkisch und Italienisch angeboten.

## Arbeitsgemeinschaften
Am Gymnasium Elmschenhagen werden einige Arbeitsgemeinschaften (AG) angeboten, unter anderem eine Hausaufgabenbetreuung, eine Musical-AG,  ein Unterstufenchor und ein Orchester.

### Jugend forscht
An den Wettbewerben Jugend forscht bzw. Schüler experimentieren nehmen traditionell viele Schüler des Elmschenhagener Gymnasiums teil, insbesondere des naturwissenschaftlichen Zweiges. Regelmäßig werden hier auch Preise gewonnen. 2007 erreichten zwei Schüler mit dem zweiten Preis auf Bundesebene die bisher beste Platzierung der Schule.

### Musikprojekte

#### Märchenoper (bis 1999)
Bis zum Jahr 1999 wurde von Schülern des Gymnasiums Elmschenhagen jedes Jahr in der Vorweihnachtszeit ein Musical für Kinder aufgeführt. Die vier verschiedenen Stücke um Kater Stiefelfix, Schneewittchen und die sieben Zwerge wurden von Manfred Sabrowski komponiert, der auch die Leitung des Musicals übernahm. Dieses alljährlich stattfindende Ereignis war in der ganzen Region über die Stadtgrenze hinaus unter dem Namen Märchenoper bekannt.

#### Weihnachtskonzert
2009 fand das erste Weihnachtskonzert in der vom Gymnasium nahegelegenen Kirche (Maria-Magdalenen-Kirche) statt. In den folgenden Jahren wurde dieses Konzert von den Musikklassen erfolgreich durchgeführt. Mittlerweile gehört das Weihnachtskonzert fest in die Adventszeit hinein.

#### Motown (2009)
Im Jahr 2009 wurde am Gymnasium das Musikprojekt Motown ins Leben gerufen. Hier wurden die, nach Ansicht der Schüler, schönsten Stücke der Plattenfirma Motown nachgesungen.

### Schach-AG
In den 1990er-Jahren gab es eine Schach-AG, die von Ingo Firnhaber geleitet wurde. Zu den Teilnehmern gehörte unter anderem der spätere Internationale Meister Frerik Janz (* 1979).

### Theater-AG
Seit 2010 gibt es auch wieder eine Theater-AG, die in den letzten Schuljahren die Produktion von Ein Sommernachtstraum, Die Weihnachtsgeschichte, Krabat, Die unendliche Geschichte und Tintenherz ermöglichte.

### Aufbruch Kiel
Im Jahr 2014 sendeten mehrere Gruppen aus bis zu fünf Schülern bestehend ihre Erfindungen zur Verbesserung der Welt beim Wettbewerb Aufbruch Kiel ein, der von der Kieler Universität veranstaltet wurde. Keiner der Gruppen konnte den mit 1000 € notierten ersten Platz erreichen. Aufgrund der starken Präsenz auf den Rängen dahinter wurde das Gymnasium Elmschenhagen jedoch zur erfolgreichsten Schule gekürt.

## Enrichment-Programm
Das Gymnasium Elmschenhagen ist eine Stützpunktschule des Enrichment-Programms, der Begabtenförderung in Schleswig-Holstein.